# Карр, Колин
Колин Карр (англ. Colin Carr; род. 25 октября 1957, Ливерпуль, Мерсисайд, Англия, Великобритания) — британский виолончелист, музыкальный педагог.
Учился в Школе Иегуди Менухина у Мориса Жандрона. В 1981 году выиграл Наумбурговский конкурс молодых исполнителей. С 1982 по 1998 год преподавал в Консерватории Новой Англии в Бостоне, с 1998 года профессор Королевской академии музыки в Лондоне.
Большое место в репертуаре Карра занимают произведения для виолончели соло — от сюит Баха (Карр записал все сюиты Баха для виолончели соло) до композиторов XX века (Бриттен, Кодаи и др.). Значительная часть концертной деятельности Карра протекала в составе трио (вместе с пианистом Дэвидом Голубом и скрипачом Марком Капланом): среди осуществлённых ими совместно записей — трио Шуберта, Брамса, Чайковского, неоднократно с различными оркестрами исполняли они Тройной концерт Бетховена.